# Marc Ebuci Helva (pretor)
Marc Ebuci Helva (llatí: Marcus Aebutius Helva) va ser un magistrat romà. Formava part de la gens Ebúcia i era de la família dels Ebuci Helva, d'origen patrici.
Va ser pretor l'any 168 aC. Acabat el seu període anyal va rebre el govern de la província de Sicília.